# Imagawa Ujichika
Imagawa Ujichika est un nom japonais traditionnel ; le nom de famille (ou le nom d'école), Imagawa, précède donc le prénom (ou le nom d'artiste).
Imagawa Ujichika (今川氏親, 1473-1526) est un daimyô du clan Imagawa, fils ainé de Yoshitada Imagawa. Le père d'Ujichika a conquis la province de Totomi après une guerre remportée en 1496 face au clan Katsumada et au clan Yokota. Cependant Yoshitada est tué. Le clan ayant pris de l'importance, être à la tête de celui-ci représente un grand privilège. C'est pourquoi une guerre de succession oppose Ujichika, héritier légitime et Norimitsu Oshika. Ujichika l'emporte grâce à l'appui de Sadamasa Uesugi et de Masatomo Ashikaga.